# Малиновский, Олег Петрович
Олег Петрович Малиновский (род. 30 марта 1988, Киев, Украинская ССР) — украинский боксёр-профессионал выступающий в полулёгкой весовой категории. Чемпион Европы по версии WBO (с 2016 года по 2019 год).

## Любительская карьера
Будучи в любителях, Олег Малиновский занимался боксом в клубе «Богатырь» и «Козак». Достижения на любительском ринге:
- Бронза: Чемпионат Украины 2008 в категории до 57 кг: в полуфинале проиграл по очкам Василию Ломаченко (21:2).
- Бронза: Чемпионат Украины 2009 в категории до 57 кг: в полуфинале проиграл по очкам Максиму Третьяку (14:5). Малиновский трижды встречался с Третьяком на любительском ринге: дважды в 2009 (оба раза проиграл), в последнюю их встречу в 2010 Малиновский выиграл со счётом 2:0.
- Золото: Чемпионат Украины 2010 в категории до 57 кг: в финале победил по очкам Дмитрия Буленкова (7:0).
- Бронза: Чемпионат Украины 2011 в категории до 56 кг.

## Профессиональная карьера
Дебютировал на профессиональном ринге 26 февраля 2012 года, победив техническим нокаутом Александра Лутва (1-2-1). Проведя семнадцать победных рейтинговых поединков, Малиновкий вышел на титульный бой. 23 апреля 2016 года в Киеве, победил раздельным судейским решением россиянина Руслана Берчука и завоевал вакантный титул чемпиона Европы по версии WBO в полулёгком весе. 12 ноября 2016 года впервые защитил титул, победив единогласным судейским решением никарагуанского спортсмена Эусебио Оседжо (28-18-3). 16 декабря 2017 года во второй раз защитил титул, нокаутировав венгра Давида Берну (13-1).